# Hódmezővásárhelyi Népkert vasútállomás
Hódmezővásárhelyi Népkert vasútállomás (korábban Hódmezővásárhelyi-Népkert megálló-elágazóhely) a MÁV elágazó állomása a Csongrád-Csanád vármegyei Hódmezővásárhely határában. Az állomást a MÁV 130-as (Szolnok–Hódmezővásárhely–Makó) és 135-ös (Szeged–Békéscsaba) vasútvonala érinti. A belváros déli peremvidékén helyezkedik el, közvetlenül a 472-es főút mellett.

## A megállóhely története, érdekességei
A megállóhely a belterület határán létesült, a környék jellegzetes kertes házairól kapta a Népkert elnevezést. A vásárhelyiek gyakran említik Kisállomás néven, maga az állomásépület is a Kisállomás soron található. 
Az állomásépület 1930-ban épült, a népies szecesszió stílusjegyeit magán viselve. Jellegzetességei: az épülethez kapcsolódó perontető vásárhelyi kerámiából készült díszes oszlopai és a perontető alatt elhelyezett ivókút. Az állomásépület tetejét a MÁV 2009-ben teljesen felújíttatta, ekkor vezették be a gázt is. 2013 tavaszán maga az állomásépület is átesett egy jelentős renováláson, ekkor a falait és a belső tereket újították meg. Az épület mellett szót érdemel az utastér vasúton szokatlan berendezése is: a várótermet népi stílusban készült padok, asztalok, tükrök és székek teszik egyedülállóvá. A Szentes és Szeged felé vezető pályák között a Fenyves és Kiskert utcák vonalán még látható a Szentest és Szegedet közvetlenül összekötő deltavágány földműve.

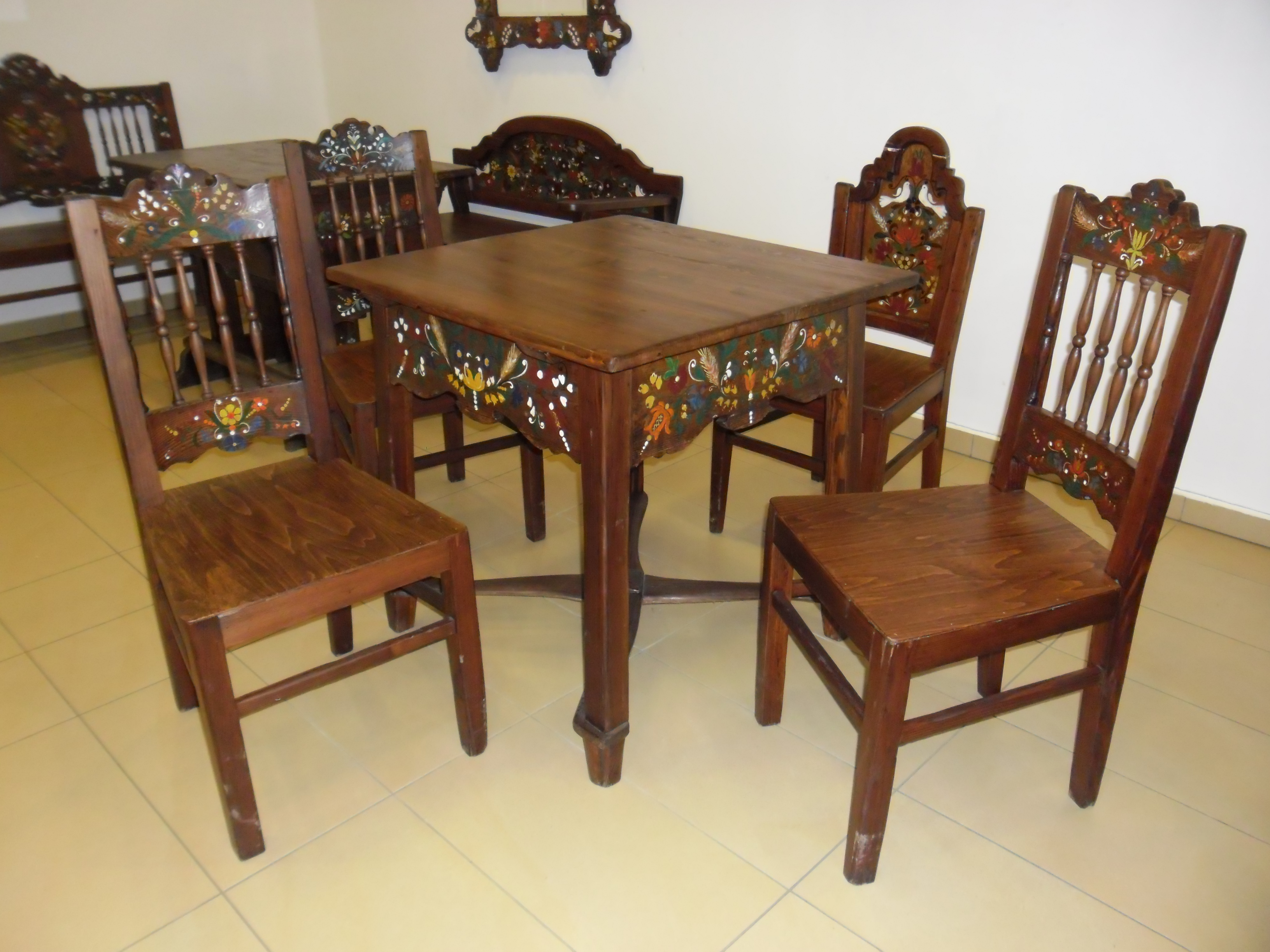
Várótermi bútorok
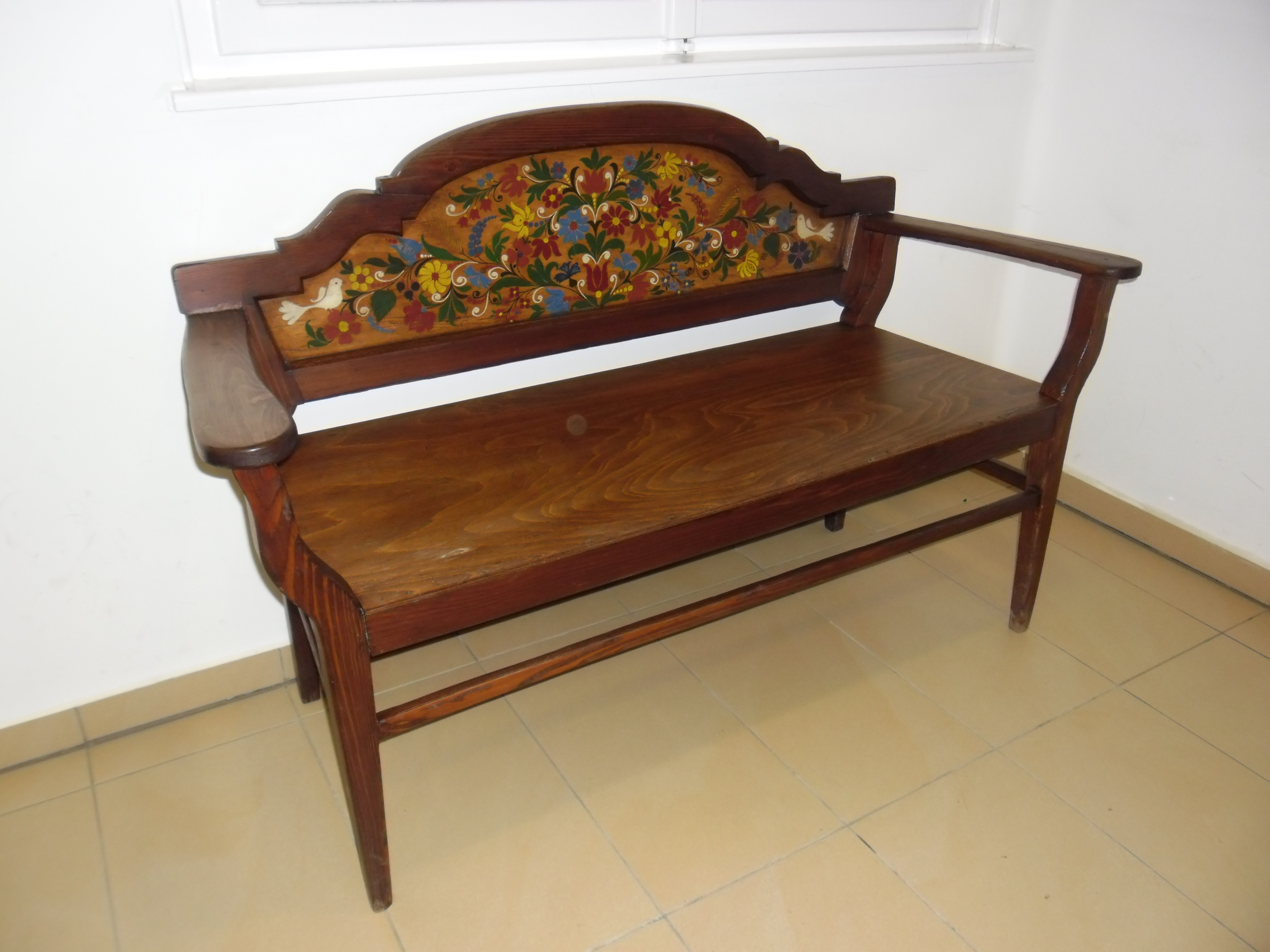
Várótermi bútor
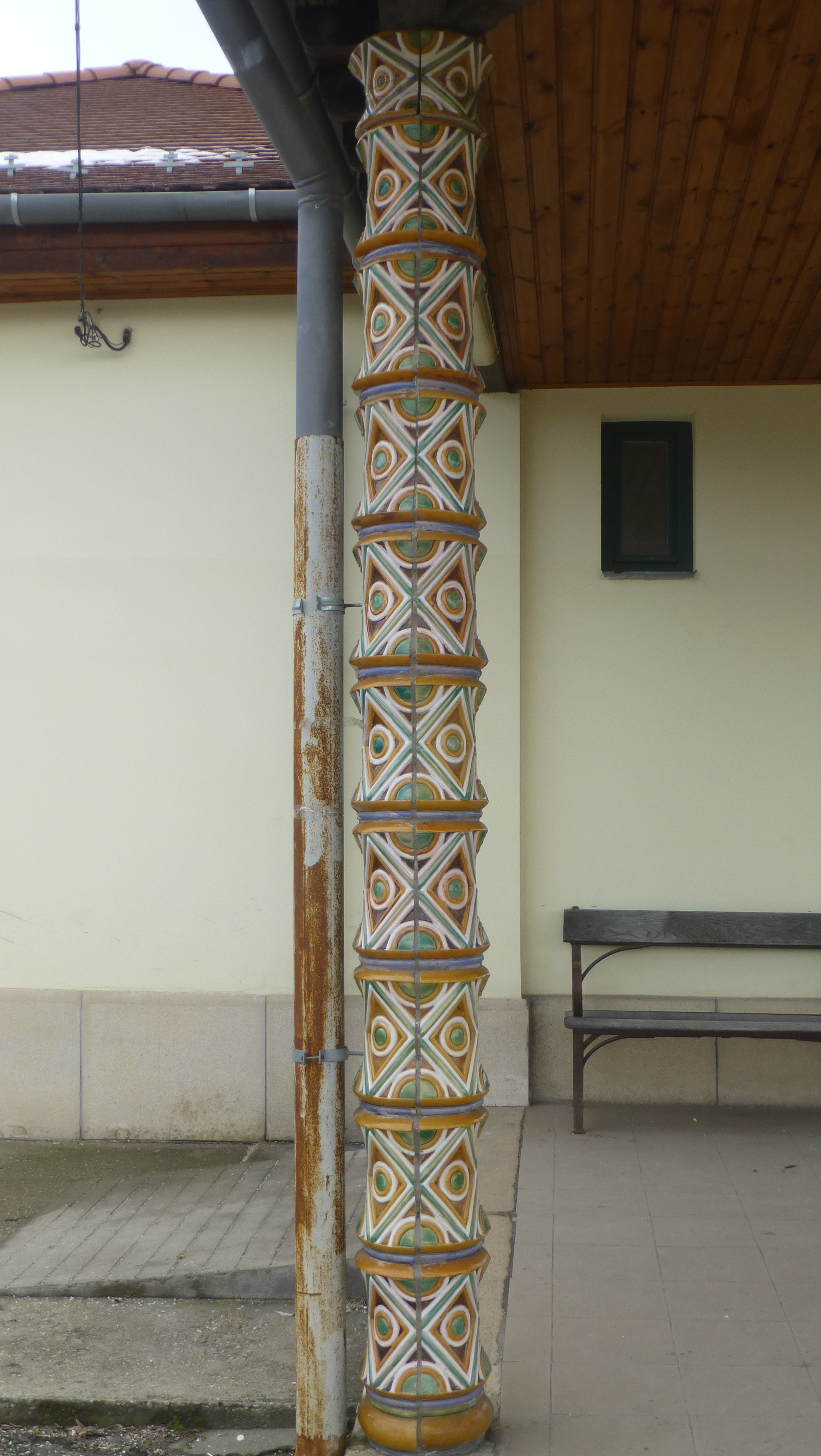
A perontető kerámiaoszlopa
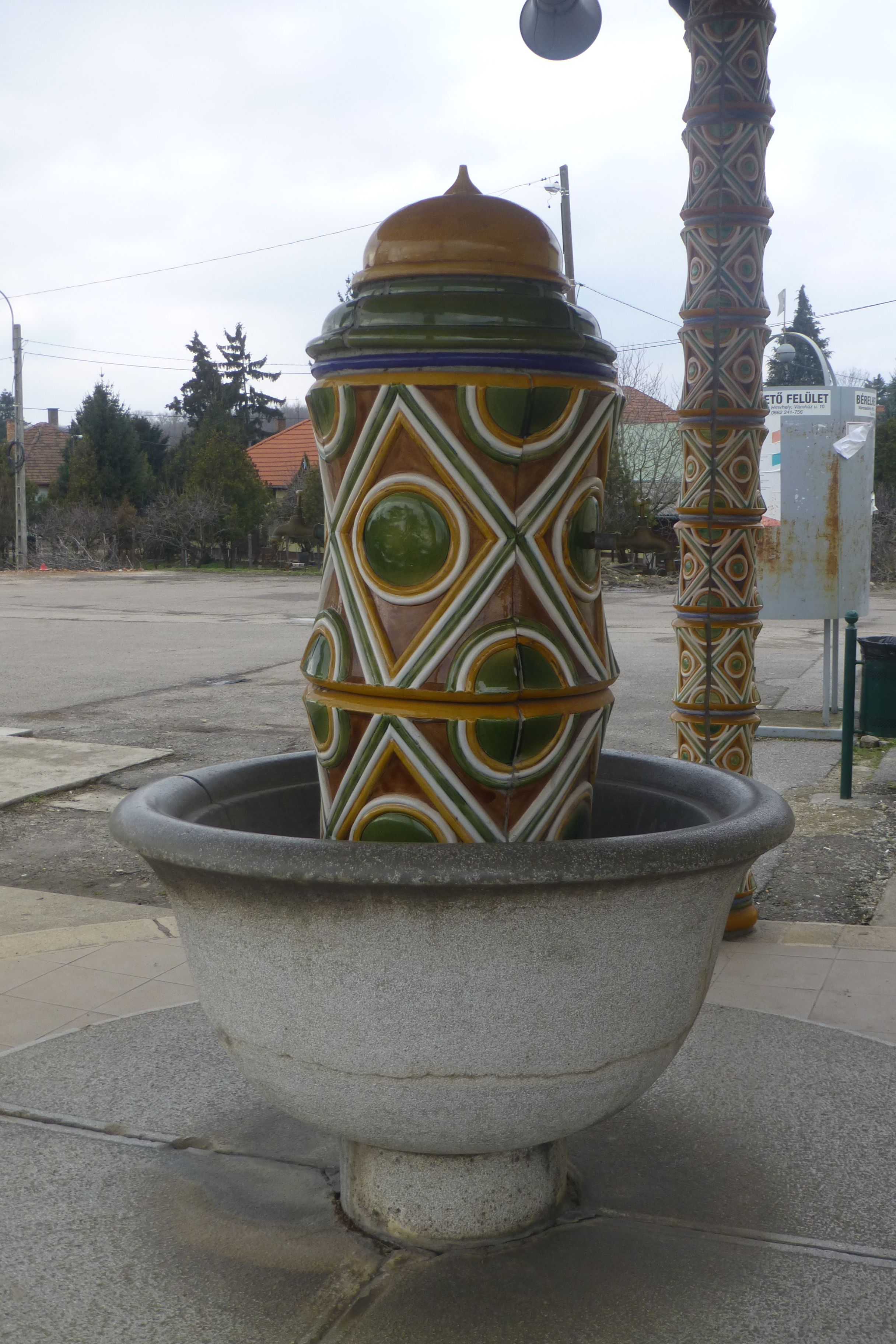
Ivókút

A 2018-as átépítés előtt a létesítmény vasútforgalmi szempontból a Kisállomás elnevezés ellenére sem volt állomásnak tekinthető, az országban egyedülálló módon megálló-elágazóhelyként üzemelt. (A másik ilyen szolgálati hely Vilonya-Királyszentistván volt a Lepsény–Hajmáskér-vasútvonalon, azonban ott megszűnt a személyforgalom). Az átépítés előtt a megállóhelyen két vágány helyezkedett el két külön peronnal. A Szeged (illetve Szentes) oldali váltókörzet hiánya miatt a megálló nem volt képes az azonos vasútvonalon közlekedő vonatok találkozásait lebonyolítani. (A Szentes felé haladó vonat találkozhatott a Szeged felől érkezővel, illetve Szeged felé haladó vonat találkozhatott a Szentes felől érkezővel. Ez elégséges is volt, mivel a megállóhely így is képes volt betölteni egyik fő feladatát, a Szentes-Szeged között utazók számára az átszállás biztosítását.) A személyforgalomban betöltött szerepe és az állomásépület jól sikerült rekonstrukciója ellenére a megállóhely a 2010-es években már nem felelt meg az utasforgalmi elvárásoknak. A peronok alacsonyak és rosszul világítottak voltak, a Szeged–Békéscsaba-vasútvonal peronja pedig a két vágány közötti szűk helyre épült, ahol lehetetlen volt az utasok és a vonatok közötti biztonságos távolság megtartása. Hiányoztak a padok, a kerékpártároló és a kijelölt parkolóhelyek is. A 2010-es években a Szeged és Hódmezővásárhely közötti villamosjárat építéséhez kapcsolódva döntöttek a Kisállomás még fel nem újított részeinek átépítéséről.

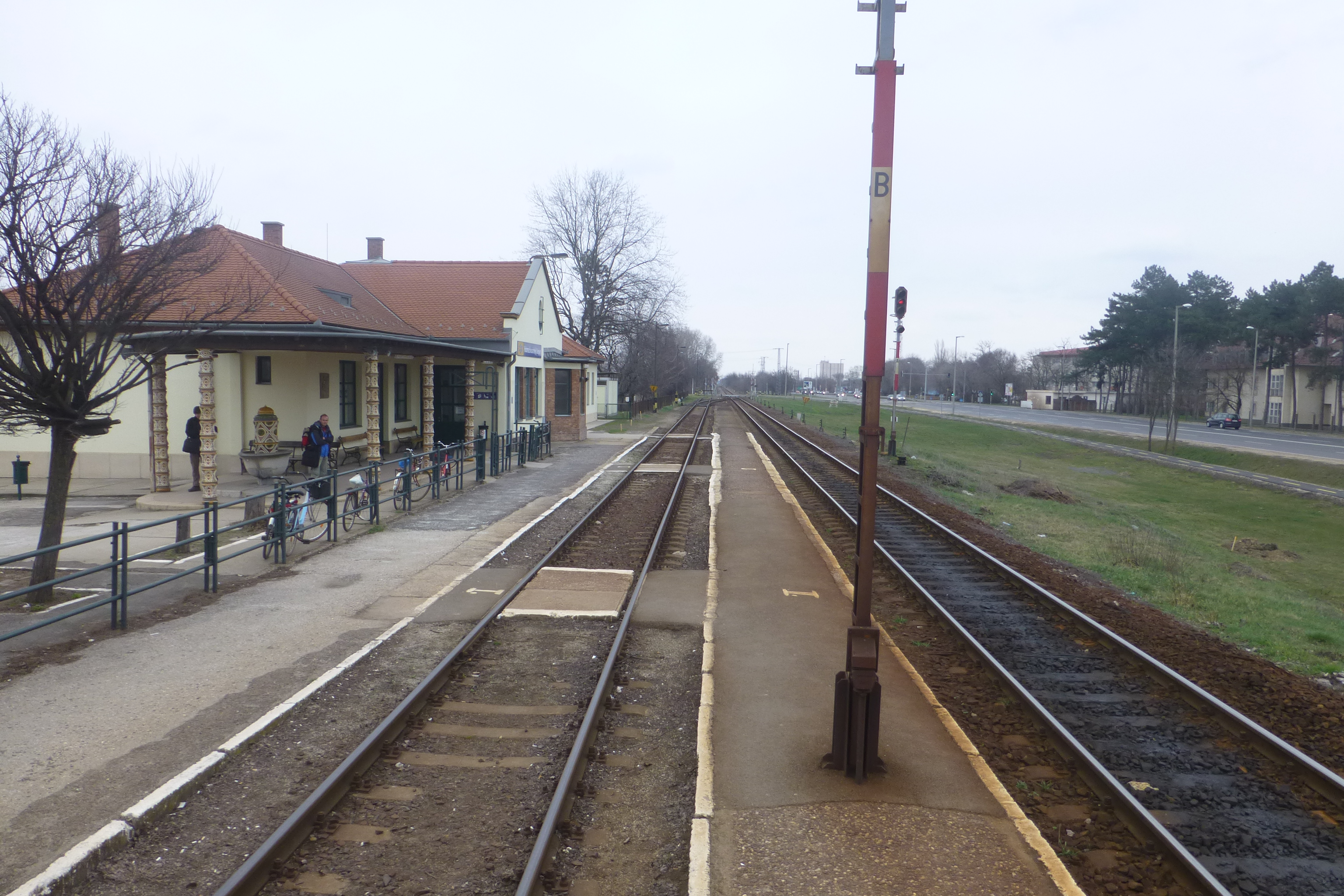
A megálló vágányai és peronjai az átépítés előtt

2018 nyarán került sor a nagyvasúti létesítmények nagy léptékű átépítésére. A megállóhelyet április 4-én zárták le. A következő hetekben az állomás eredeti peronjait és vágányait teljesen visszabontották, majd átépítették. A létesítmény vágányhálózata jelentősen módosult, a szegedi és szentesi oldalon elhelyezkedő kitérők beépítésével a megállóhely vasútállomássá lényegült át. Az új vágányhálózattal megépített vasútállomásra elsőként a Szolnok–Hódmezővásárhely–Makó-vasútvonal (I. vágány) újjáépített peronjához érkezett vonat 2018. augusztus 1-jén. Az átépítéssel az állomás peronelrendezése is változott, az egy szélső és egy középperon helyett két szélsőperon épült. Itt épült először sk+55 magasperon Csongrád megye területén. A Szeged felé vezető vasútvonal építkezésének befejezése után, 2021. február 22-én indult meg a személyforgalom az új 2. vágányon és a hozzá tartozó peronon. Az új peronnal egy időben az elektronikus utastájékoztató berendezéseket és a nagy befogadóképességű kerékpártárolót is üzembe helyezték.

## Tram-train
A megállóhely a Hódmezővásárhely és Szeged között épült térségi villamosvasút (tram-train) egyik állomása, itt csatlakozik a hódmezővásárhelyi villamosvonal a Szegedre tartó nagyvasúti vonalhoz. A villamosvágány bekötése miatt az állomás 2018-ban végzett átépítése során új vágánykapcsolat épült ki a szentesi és a szegedi vonal között, így forgalmi szempontból elágazóhelyből vonatkeresztezésre alkalmas állomássá vált. A villamosok számára külön kétvágányú megállóhely épült az állomásépület utca felőli oldalán. Itt van az üzemváltás helye is, a tram-train járművek Hódmezővásárhely felé villamosként felsővezetékről, Szeged felé vonatként dízelüzemben közlekednek tovább.

## Vasútvonalak
Az állomást az alábbi vasútvonalak érintik:
- Tiszatenyő–Hódmezővásárhely–Makó-vasútvonal
- Szeged–Kötegyán-vasútvonal

## Kapcsolódó állomások
A vasútállomáshoz az alábbi állomások vannak a legközelebb:
- Mártély megállóhely
- Hódmezővásárhely vasútállomás (Szeged–Kötegyán-vasútvonal)
- Algyő vasútállomás (Szeged–Kötegyán-vasútvonal)

## Forgalom
Népkert vasútállomás forgalma a belvároshoz való közelsége miatt összemérhető a vásárhelyi nagyállomással. Jelentős az átszálló forgalom is, a Szeged és Szentes között utazók itt szállnak át a két vasútvonal járatai között. 
| Járat        | Útvonal | Gyakoriság     |
| ------------ | --- | -------------- |
| személyvonat | Szentes – Szegvár – Kórógyszentgyörgy – Mindszent – Mártély – Hódmezővásárhelyi Népkert – Hódmezővásárhely | Napi 3 pár     |
| személyvonat | Kiskunfélegyháza – Városi park – Csongrádi úti tanyák – Gátér – Kettőshalom – Kónyaszék – Csongrád alsó – Csongrád – Hékéd – Szentes – Szegvár – Kórógyszentgyörgy – Mindszent – Mártély – Hódmezővásárhelyi Népkert – Hódmezővásárhely | Napi 5 pár     |
| személyvonat | Szeged – Szeged-Rókus – Hódmezővásárhelyi Népkert – Hódmezővásárhely – Kútvölgy – Székkutas – Orosháza – Orosházi tanyák – Csorvás – Csorvás alsó – Telekgerendás (– Fürjes) – Békéscsaba | Óránként       |
| személyvonat | Szeged – Szeged-Rókus – Algyő – Hódmezővásárhelyi Népkert – Hódmezővásárhely (← Kútvölgy – Székkutas) – Orosháza (← Orosházi tanyák) – Csorvás (← Csorvás alsó) – Telekgerendás – Békéscsaba – Gyula | Vasárnap 1 pár |
| tram-train   | Szeged vasútállomás – Galamb utca (→) – Bem utca (←) – Bécsi körút – Aradi vértanúk tere – Somogyi utca – Széchenyi tér – Anna-kút – Rókusi templom – Tavasz utca – Damjanich utca – Vásárhelyi Pál utca – Pulz utca – Rókus vasútállomás – Algyő – Hódmezővásárhelyi Népkert vasútállomás – Strandfürdő – Hősök tere – Kossuth tér – Kálvin János tér – Hódmezővásárhely vasútállomás | Félóránként    |